# Демчина Павло Володимирович
Павло Володимирович Демчина (25 серпня 1976, Рівне) — український військовик, генерал-полковник запасу, колишній перший заступник Голови — начальник Головного управління по боротьбі з корупцією та організованою злочинністю Служби безпеки України.
Фігурант кримінальної справи НАБУ за незаконне збагачення.

## Біографія
- 1994 року розпочав військову службу в Службі безпеки України.
- 1999—2009 рр. проходив службу у регіональному підрозділі СБ України.
- У 2000 році закінчив Національну юридичну академію імені Ярослава Мудрого.
- 2000 р. почав працювати оперуповноваженим на особливо важливому об'єкті (АЕС) відділу Управління Служби безпеки України в Рівненській області в місті Вараш (Рівненська область).
- 2009 р. призначений до Центрального управління СБ України. Проходить військову службу за напрямком боротьби з корупцією та організованою злочинністю.
- 23 березня 2012 року Демчина, тоді ще підполковник СБУ, отримав указом президента В. Ф. Януковича орден Богдана Хмельницького III ступеня.[3]
- 16 липня 2016 року призначений першим заступником Голови Служби безпеки України — начальником Головного управління по боротьбі з корупцією та організованою злочинністю Центрального управління Служби безпеки України.[4]
- 18 травня 2019 року був звільнений з посади першого заступника Голови Служби безпеки України – начальника Головного управління по боротьбі з корупцією та організованою злочинністю Указом Президента Порошенка[5].
- 28 вересня 2019 року, Указом Президента України був звільнений з військової служби в запас Служби безпеки України у зв'язку з проведенням організаційних заходів з правом носіння військової форми одягу[6].

## Військові звання
- полковник
- генерал-майор (25 березня 2016)[7]
- генерал-лейтенант (23 серпня 2017)[8]
- генерал-полковник - присвоєно таємним Указом Президента України у травні 2019 року[9]

## Нагороди
- Орден Богдана Хмельницького III ст. (23 березня 2012) — за вагомий особистий внесок у захист державного суверенітету та територіальної цілісності України, зразкове виконання службового обов'язку[3][10]
- Відомча відзнака СБУ «Вогнепальна зброя».

## Декларації про доходи і статки
У 2017 році став фігурантом сюжету проекту «Слідство.Інфо». Журналісти відшукали цивільну дружину Павла Демчини Ольгу Воловчук і розповіли про її статки: автомобілі "Mercedes-Benz V 250" (2016 року), "Land Rover Range Rover sport" (2015 року), "Mazda CX-5" (2014 року) та "Peugeot 508" (2012 року випуску), маєткок, де окрім великого двоповерхового будинку, також розташовані господарська будівля, критий басейн, альтанка та земельна ділянка в с. Петропавлівській Борщагівці. В сюжеті також розповіли про матір генерала, пенсіонерку Ніну Демчину, яка протягом декількох останніх років стала власницею трикімнатної квартири в новобудові у м. Рівному та будинку на 170 кв. метрів у передмісті обласного центру. У паперовій "Декларації особи, уповноваженої на виконання функцій держави або місцевого самоврядування" Павла Демчини, інформація про майно Ольги Воловчук та Ніни Демчини відсутня — він не задекларував будь-якого майна і прописаний у гуртожитку СБУ. 
Після оприлюднення журналістського сюжету НАБУ почало збір і аналіз інформації з перевірки його електронної Декларації за 2016 рік. Разом з тим, Павло Демчина написав у НАБУ заяву із вимогою перевірити інформацію щодо нього, яка з'явилася у ЗМІ.
13 вересня 2018 року, Національне антикорупційне бюро України (НАБУ) склало щодо Павла Демчини повідомлення про підозру в незаконному збагаченні, а 14 вересня Генеральна прокуратура України розпочала розслідування щодо втручання співробітників НАБУ в роботу Павла Демчини, як першого заступника голови СБУ.
26 лютого 2019 року Конституційний Суд визнав ст. 368-2 Кримінального кодексу України (незаконне збагачення) такою, що не відповідає Основному закону, і скасував її. НАБУ закрило всі провадження про незаконне збагачення, зокрема і кримінальне провадження проти Демчини.
До травня 2019 року продовжував працювати в СБУ.